# Аријенцо
Аријенцо (итал. Arienzo) је насеље у Италији у округу Казерта, региону Кампанија.
Према процени из 2011. у насељу је живело 5333 становника. Насеље се налази на надморској висини од 110 м.

## Становништво
Према резултатима пописа становништва 2011. у општини је живело 5.333 становника.
| 1931. | 1936. | 1951. | 1961. | 1971. | 1981. | 1991. | 2001. | 2011. |
| ----- | ----- | ----- | ----- | ----- | ----- | ----- | ----- | ----- |
| 3.956 | 4.188 | 4.629 | 4.604 | 4.345 | 4.170 | 4.738 | 5.198 | 5.333 |